# Kamil Rosiek
Kamil Rosiek, né le 6 avril 1984 à Nowy Sącz, est un biathlète et fondeur handisport polonais.

## Biographie
Il est le porte-drapeau de la délégation polonaise aux Jeux paralympiques d'hiver de 2018.

## Palmarès

### Jeux paralympiques d'hiver
- Jeux paralympiques d'hiver de 2018
  - 17e en biathlon 7,5 km (assis)
- Jeux paralympiques d'hiver de 2014
  - 13e en biathlon 7,5 km (assis)
  - 13e en biathlon 12,5 km (assis)
  - 16e sur le sprint 1 km en ski de fond (assis)
  - 17e sur 10 km en ski de fond (assis)
  - 11e sur 15 km en ski de fond (assis)
  - 6e sur relais 4x2,5 km en ski de fond (assis)
- Jeux paralympiques d'hiver de 2010
  - 15e en biathlon 2,4 km (assis)
  - 17e en biathlon 12,5 km (assis)
  - 20e sur 15 km en ski de fond (assis)
  - 23e sur 10 km en ski de fond (assis)
  - 16e sur le sprint 1 km en ski de fond (assis)
- Jeux paralympiques d'hiver de 2006
  - 24e sur 15 km en ski de fond (assis)
  - 25e sur 10 km en ski de fond (assis)
  - 26e sur 5 km en ski de fond (assis)